# Wahlkreis Mailand – Buenos Aires – Venezia (Camera dei deputati)
Der Wahlkreis Mailand – Buenos Aires – Venezia ist seit 2020 ein Wahlkreis (italienisch collegio elettorale) für die Wahl der Abgeordnetenkammer.

## Wahlkreisgebiet
| Wahlkreise – Camera dei deputati – Lombardei | Wahlkreise – Camera dei deputati – Lombardei | Wahlkreise – Camera dei deputati – Lombardei |
| Provinz                                      | Provinz                                      | Gemeinden nach Provinzen ⮞ Wahlkreis |
| -------------------------------------------- | -------------------------------------------- | --- |
|                                              | Metropolitanstadt Mailand (133 Gemeinden)    | ↳ Lombardei 1: Teil Mailands ⮞ Wahlkreis Mailand – Bande Nere Teil Mailands ⮞ Wahlkreis Mailand – Buenos Aires – Venezia Teil Mailands ⮞ Wahlkreis Mailand – Loreto 40 ⮞ Wahlkreis Rozzano 31 ⮞ Wahlkreis Legnano 33 ⮞ Wahlkreis Cologno Monzese 17 ⮞ Wahlkreis Sesto San Giovanni ↳ Lombardei 4: 11 ⮞ Wahlkreis Lodi |
|                                              | Provinz Bergamo (243 Gemeinden)              | ↳ Lombardei 2: 36 ⮞ Wahlkreis Lecco ↳ Lombardei 3: 117 ⮞ Wahlkreis Bergamo 90 ⮞ Wahlkreis Treviglio |
|                                              | Provinz Brescia (205 Gemeinden)              | ↳ Lombardei 3: 37 ⮞ Wahlkreis Brescia 46 ⮞ Wahlkreis Desenzano del Garda 112 ⮞ Wahlkreis Lumezzane ↳ Lombardei 4: 10 ⮞ Wahlkreis Cremona |
|                                              | Provinz Como (148 Gemeinden)                 | 66 ⮞ Wahlkreis Como 82 ⮞ Wahlkreis Sondrio |
|                                              | Provinz Cremona (113 Gemeinden)              | alle ⮞ Wahlkreis Cremona |
|                                              | Provinz Lecco (84 Gemeinden)                 | alle ⮞ Wahlkreis Lecco |
|                                              | Provinz Lodi (60 Gemeinden)                  | alle ⮞ Wahlkreis Lodi |
|                                              | Provinz Mantua (64 Gemeinden)                | alle ⮞ Wahlkreis Mantua |
|                                              | Provinz Monza und Brianza (55 Gemeinden)     | 30 ⮞ Wahlkreis Monza 25 ⮞ Wahlkreis Seregno |
|                                              | Provinz Pavia (186 Gemeinden)                | 157 ⮞ Wahlkreis Pavia 29 ⮞ Wahlkreis Lodi |
|                                              | Provinz Sondrio (77 Gemeinden)               | alle ⮞ Wahlkreis Sondrio |
|                                              | Provinz Varese (138 Gemeinden)               | 101 ⮞ Wahlkreis Varese 37 ⮞ Wahlkreis Busto Arsizio |

Der Wahlkreis umfasst Teil der Gemeinde Mailand, d. h. die folgende Stadtgliederungen (Nuclei di identità locale, Kurzbezeichnung: NIL): Duomo (NIL 1); Brera (NIL 2); Giardini Porta Venezia (NIL 3); Guastalla (NIL 4); Vigentina (NIL 5); Ticinese (NIL 6); Magenta – San Vittore (NIL 7); Parco Sempione (NIL 8); Garibaldi Repubblica (NIL 9); Centrale (NIL 10); Isola (NIL 11); Maciachini – Maggiolina (NIL 12); Buenos Aires – Venezia (NIL 21); XXII Marzo (NIL 26); Porta Romana (NIL 27); Umbria – Molise (NIL 28); Navigli (NIL 44); Tortona (NIL 50); Washington (NIL 51); De Angeli – Monte Rosa (NIL 58); Tre Torri (NIL 59); Portello (NIL 67); Pagano (NIL 68); Sarpi (NIL 69); Ghisolfa (NIL 70); Farini (NIL 78).

## Wahlergebnisse

### Parlamentswahl 2022
| Kandidaten                          | Kandidaten                           | Stimmen | %    | Listen                                                  | Stimmen | %    |
| ----------------------------------- | ------------------------------------ | ------- | ---- | ------------------------------------------------------- | ------- | ---- |
|                                     | Benedetto Della Vedovagewählt        | 89.424  | 37,8 | Partito Democratico – Italia Democratica e Progressista | 60.637  | 25,6 |
| +Europa                             | Benedetto Della Vedovagewählt        | 89.424  | 37,8 | 14.248                                                  | 6,0     |      |
| Alleanza Verdi e Sinistra           | Benedetto Della Vedovagewählt        | 89.424  | 37,8 | 13.786                                                  | 5,8     |      |
| Impegno Civico – Centro Democratico | Benedetto Della Vedovagewählt        | 89.424  | 37,8 | 753                                                     | 0,3     |      |
|                                     | Giulio Tremonti                      | 71.902  | 30,4 | Fratelli d’Italia                                       | 45.302  | 19,2 |
| Forza Italia                        | Giulio Tremonti                      | 71.902  | 30,4 | 13.159                                                  | 5,6     |      |
| Lega per Salvini Premier            | Giulio Tremonti                      | 71.902  | 30,4 | 10.181                                                  | 4,3     |      |
| Noi Moderati                        | Giulio Tremonti                      | 71.902  | 30,4 | 3.260                                                   | 1,4     |      |
|                                     | Giulia Pastorella                    | 54.288  | 23,0 | Azione – Italia Viva                                    | 54.288  | 23,0 |
|                                     | Pierluigi Riccitelli                 | 11.960  | 5,1  | Movimento 5 Stelle                                      | 11.960  | 5,1  |
|                                     | Andrea Giuseppe Giorgio Stramezzi    | 2.980   | 1,3  | Italexit per l’Italia                                   | 2.980   | 1,3  |
|                                     | Bianca Miriam Tedone                 | 2.888   | 1,2  | Unione Popolare                                         | 2.888   | 1,2  |
|                                     | Valeria Luciana Gabriella Tovaglieri | 2.028   | 0,9  | Italia Sovrana e Popolare                               | 2.028   | 0,9  |
|                                     | Andrea Varvara                       | 933     | 0,4  | Vita                                                    | 933     | 0,4  |
|                                     | Chiara van Ellinkhuizen              | 124     | 0,1  | Noi di Centro – Europeisti                              | 124     | 0,1  |
| Gesamt                              | Gesamt                               | 236.527 | 100  |                                                         | 236.527 | 100  |
|                                     |                                      |         |      |                                                         |         |      |
| Ungültige Stimmen                   | Ungültige Stimmen                    | 3.338   | 1,4  |                                                         |         |      |
| Wähler                              | Wähler                               | 239.865 | 72,9 |                                                         |         |      |
| Wahlberechtigte                     | Wahlberechtigte                      | 329.085 |      |                                                         |         |      |
|                                     |                                      |         |      |                                                         |         |      |
| Quelle: Innenministerium            |                                      |         |      |                                                         |         |      |